# Passerelle Saint-Symphorien
La passerelle Saint-Symphorien (ou Pont de fil) est un pont suspendu piétonnier et cyclable traversant la Loire à Tours, construit de 1845 à 1847 par les frères Seguin, sensiblement à l'emplacement du vieux pont médiéval de Tours.

## Historique
Un décret royal du 22 mars 1841 décide de sa construction. Sa conception et sa réalisation, quatre ans plus tard, s'appuient sur l'invention de l'ingénieur-architecte Marc Seguin qui en avait, par ailleurs, établi l'avant-projet en 1838. À la suite d'études sur la traction des câbles métalliques en 1822, celui-ci créé un nouveau type de pont suspendu dont le premier est inauguré en 1825. L'invention repose sur l'utilisation de câbles métalliques de "faisceaux de fils de fer fins" sur de grands ouvrages, plus simples et deux fois plus résistants (au mm²) que les chaînes (à maillons) d'invention anglo-américaine ou que les barres de fer, utilisées jusqu'alors. L'érection de la passerelle Saint-Symphorien répond aussi au principe général adopté par la Compagnie Seguin qui consistait, sur la base de cette invention, à financer la construction de ponts, autorisés par une loi (souvent inspirée par les mêmes Marc Seguin et frères), puis de se rémunérer par un  péage, pour une durée décidée lors de l'adjudication des travaux (principe d'une concession). À l'expiration de cette période, la commune avait la possibilité de racheter la concession pour un prix convenu.

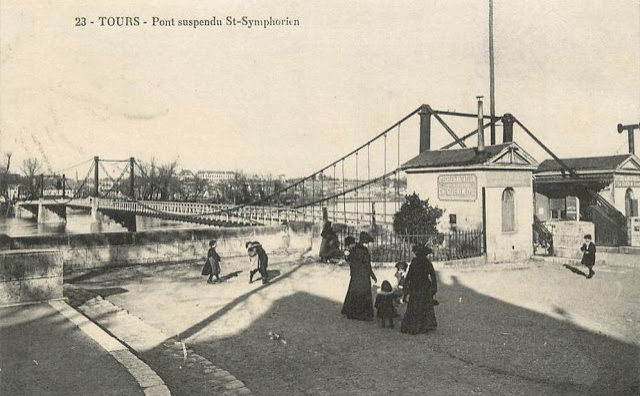
La passerelle du temps du péage dans les années 1900, avec ses pylônes métalliques.

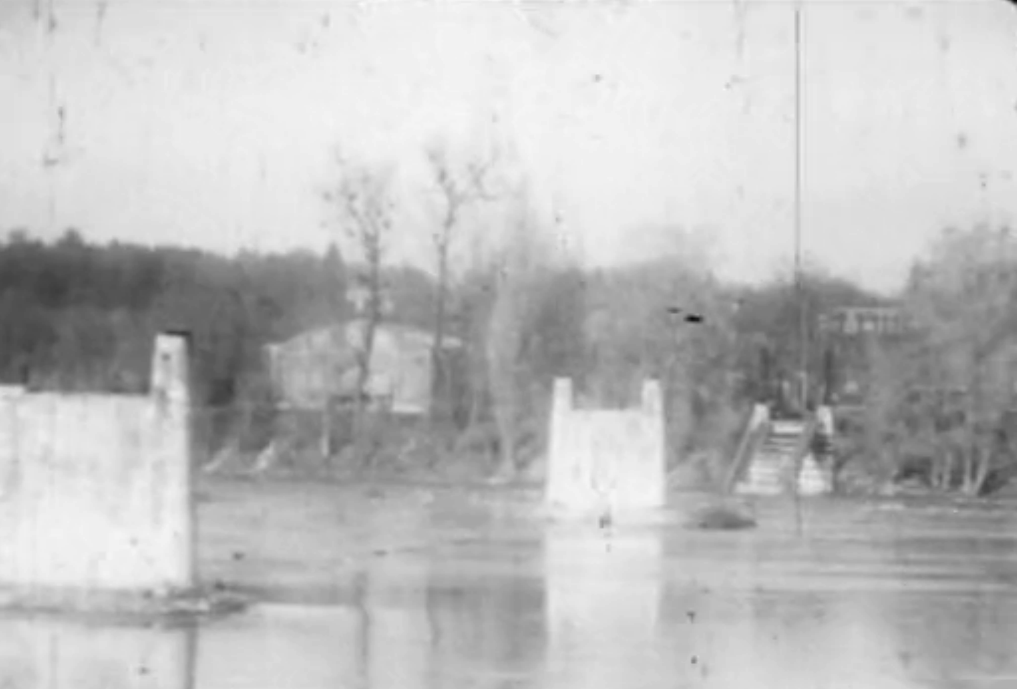
Juin 1940 : l'armée française fait sauter la passerelle.

Aujourd’hui librement ouverte à la circulation douce, la passerelle, initialement concédée pour 99 ans, est donc d'abord à péage jusqu’à son rachat par la ville, en 1925. À chaque extrémité, il y avait, à cet effet, une large entrée, éclairée par cinq réverbères, refermée sur un double pavillon qui servait à la perception du droit de passage. D'abord ouverte à toute circulation jusqu'à son interdiction progressive en 1952 et 1990 pour raisons de sécurité, la passerelle est rouverte en 1993 pour les piétons et vélos sur la totalité du trajet.
À partir du rachat de la passerelle par la ville, l'éclairage au pétrole est remplacé par l’éclairage électrique et les améliorations s'enchaînent, telle la mise en place d’un garde-fou métallique pour remplacer un parapet de bois (refait depuis), abandon du tablier en bois et construction d'une chaussée bitumée et, surtout, des pylônes renforcés, coulés en béton à la place des précédents, métalliques.
Avant que sa vétusté ne la cantonne à une utilisation prudente, la passerelle connaît quelques vicissitudes. Le 12 juin 1875, le vent renverse toute la partie nord du pont de fil, faisant deux blessés. La restauration est alors confiée à l'ingénieur Ferdinand Arnodin. Plusieurs alertes relatives à la vétusté du pont surgissent, mais à chaque fois le pont est réparé. Une réfection des câbles est, par exemple, effectuée en  1928. Le 18 juin 1940, l’armée française fait sauter le pont une première fois pour ralentir l'armée allemande, à l'égal des autres ponts de Tours. Réparé en 1943 par les Ponts et chaussées, mais avec une accessibilité limitée ; les allemands le refont sauter en 1944 et les Ponts et chaussées sont encore à l'œuvre. Réparé sommairement, il est fermé en 1952 par sécurité, dans l'attente de travaux qui ne commencent qu'en 1955 et durent jusqu’en 1963, pour une reconstruction à l'identique. Après l’effondrement du pont Wilson, en 1978, et la rupture des canalisations qu'il comportait, la passerelle est à nouveau rendue indisponible, jusqu'en 1981, pour permettre le passage d'une grosse canalisation qui rétablit ainsi l'approvisionnement des tourangeaux en eau, ainsi que des câbles pour l'électricité et le téléphone. Le 21 décembre 1990, s'étant engagé par erreur sur la passerelle côté Paul-Bert, un camion de 39 t endommage gravement la structure de celle-ci en reculant. Réparée par Baudin Chateauneuf, la passerelle n'est rouverte que le 19 juin 1993, mais définitivement interdite par des plots à la circulation automobile qui n'était déjà plus que partielle auparavant. La  ville en profite pour réaménager les trottoirs et le profil de la chaussée.
Au début du XXe siècle, la passerelle contribue ainsi à fixer les habitants du quartier Paul-Bert travaillant à Tours ; un quartier initialement populaire, ce qui est de moins en moins vrai de nos jours.
Une autre passerelle suspendue, appelée Pont Saint-Cyr, du même type, aujourd'hui disparue, est construite en 1855, à l'emplacement actuel du pont Napoléon.

## Caractéristiques de la passerelle aujourd'hui
La passerelle relie par-dessus la Loire, en deux tronçons non alignés répartis en 5 travées, la partie sud de la ville, quai d'Orléans (avenue Mirabeau), au niveau du château de Tours (rive gauche), à la partie nord, au quai Paul-Bert, quartier Saint-Symphorien (rive droite), en passant par la petite île Aucard, située dans la seconde moitié du pont, côté nord ; cette dernière supportant un stade municipal et le bâtiment du syndicat des eaux et sa station de pompage qui permet de fournir aux Tourangeaux une eau potable, pompée à 80 m sous les sables de la Loire.
Constituée d'un tablier métallique soutenu par des câbles en acier, arrimés à des piliers en pierre de taille surmontés de pylônes désormais en béton, elle mesure 350 m de long (465 m au total avec la traversée de l'île Aucard) sur 5,4 m de large,. Le plus long tronçon (au sud) comporte trois travées et mesure 240 m ; la plus longue travée est de 70 m.
La passerelle se trouve pratiquement à l’emplacement de l’ancien pont médiéval de Tours, le pont d’Eudes, démoli en 1784 mais dont il subsiste des traces en amont. Les vestiges d'un pont antique du Bas-Empire (dit Pont de l'Île Aucard) ont par ailleurs été découverts en 2000, rive droite, à une vingtaine de mètres plus à l'est . Ces deux vestiges font l'objet de recherches archéologiques mais ne sont visibles qu'aux basses eaux,.
Un monument aux morts, dédié aux volontaires de 1870 (La République reconnaissante pour le sacrifice des soldats du 88e régiment de mobiles d'Indre-et-Loire), est érigé sur le quai d’Orléans, à son entrée sud, côté château (qui à l'époque du conflit était une caserne), après avoir été déplacé à cet endroit dans les années 1970, en provenance de la place du Chardonnet où il était primitivement depuis juillet 1914. Conçu par l’architecte Bernard Chaussemiche, il est sculpté par Marcel Gaumont, Grand prix de Rome.
Depuis 1998, dans le cadre du « plan Lumière » de la ville de Tours, le pont est éclairé la nuit en bleu, donnant ainsi un éclat particulier à l'un des plus vieux quartiers de Tours, au sud de la Loire, où le château et la cathédrale sont illuminés de manière plus conventionnelle.
Depuis les années 2000 (au moins avant 2007), certains amoureux imitent la tradition du pont des Arts de Paris en y fixant des cadenas.
Un parking automobile gratuit se trouve à l'entrée nord-est du pont, accessible par le quai Paul-Bert, sur la partie de l'île Aucard désormais rattachée à la rive, tandis qu'à l'ouest de l'entrée sud se trouve le parking Prosper Mérimée sur les quais de Loire.
La rive droite de la passerelle, où agit un comité de quarter identitaire « Comité Paul Bert - Île Aucard », semble plus animée et plus concernée par ce que lui apporte le pont que la rive gauche. Pour les passionnés de photographie, la passerelle constitue un spot recherché pour l'ouvrage lui-même et pour la Loire,,. Elle est par ailleurs un point de rendez-vous prisé par les cyclos-randonneurs et les coureurs-cyclistes amateurs tourangeaux,. Elle se trouve d'ailleurs sur l'itinéraire « La Loire à vélo » (partie ligérienne du réseau EuroVelo 6), destiné aux piétons et bicyclettes,, ce qui est en accord avec le « schéma directeur vélos » de l'agglomération tourangelle qui privilégie le pont de fil pour la circulation cycliste.
Depuis que la voie sortante du pont Wilson est réservée à une circulation douce piéton/vélo pour cause de tramway (2013), ceci s'ajoutant aux aménagements du bord de Loire déjà réalisés, les promeneurs et les flâneurs disposent désormais, à Tours, d'un circuit fermé autour de la Loire, passant par les deux ponts, qui leur permet d'apprécier une partie de ce patrimoine ligérien dans le périmètre du Val de Loire, classé en 2000 au Patrimoine mondial de l'UNESCO. Enfin, la passerelle se trouve sur le sentier du pèlerinage de Saint-Jacques-de-Compostelle, en direction de L'Île-Bouchard (par le GR 3 venant de Vouvray).

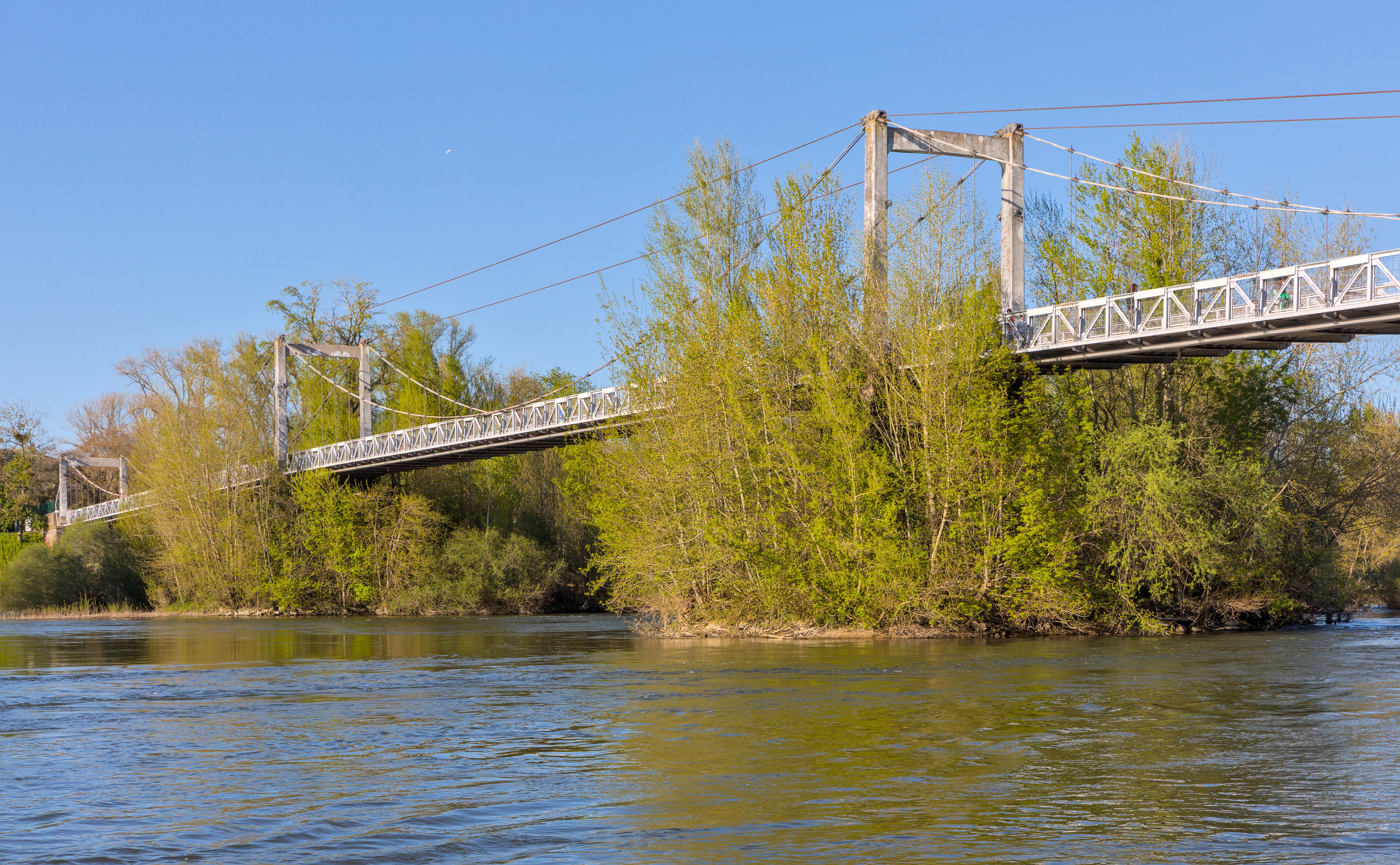
La passerelle vue depuis le sud-ouest.
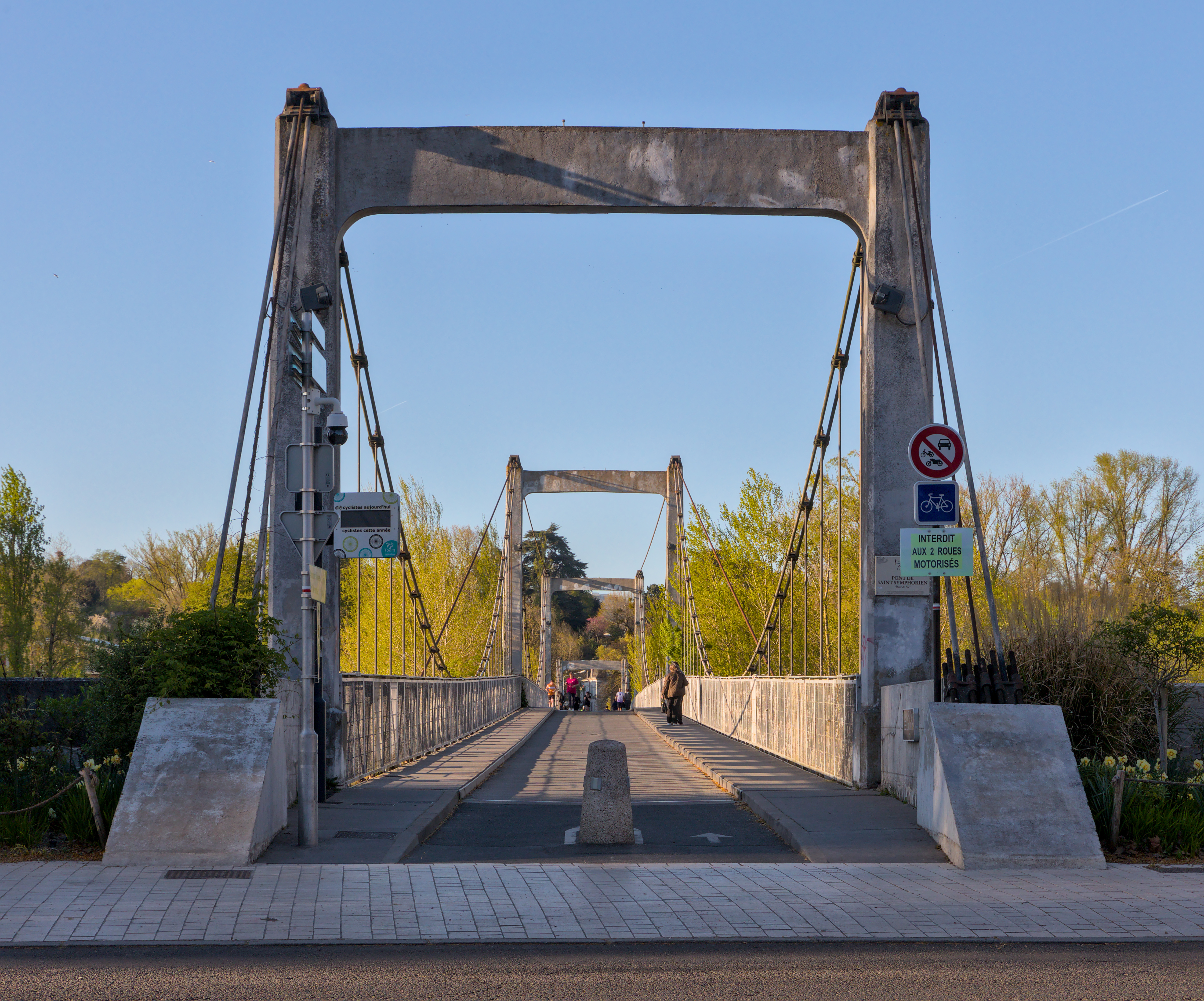
Extrémité sud de la passerelle.
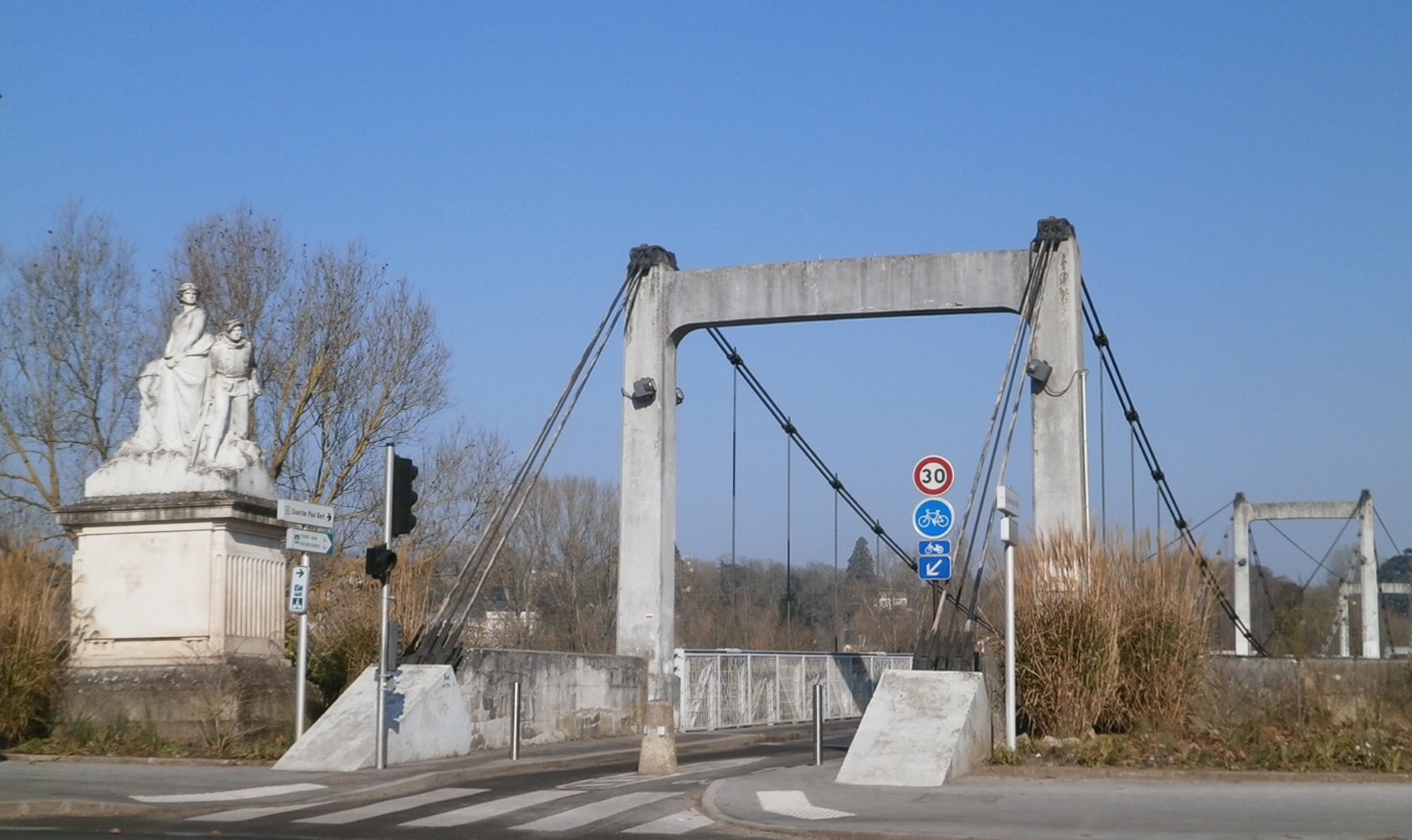
Le monument aux morts à l'entrée sud de la passerelle, devant le château de Tours.
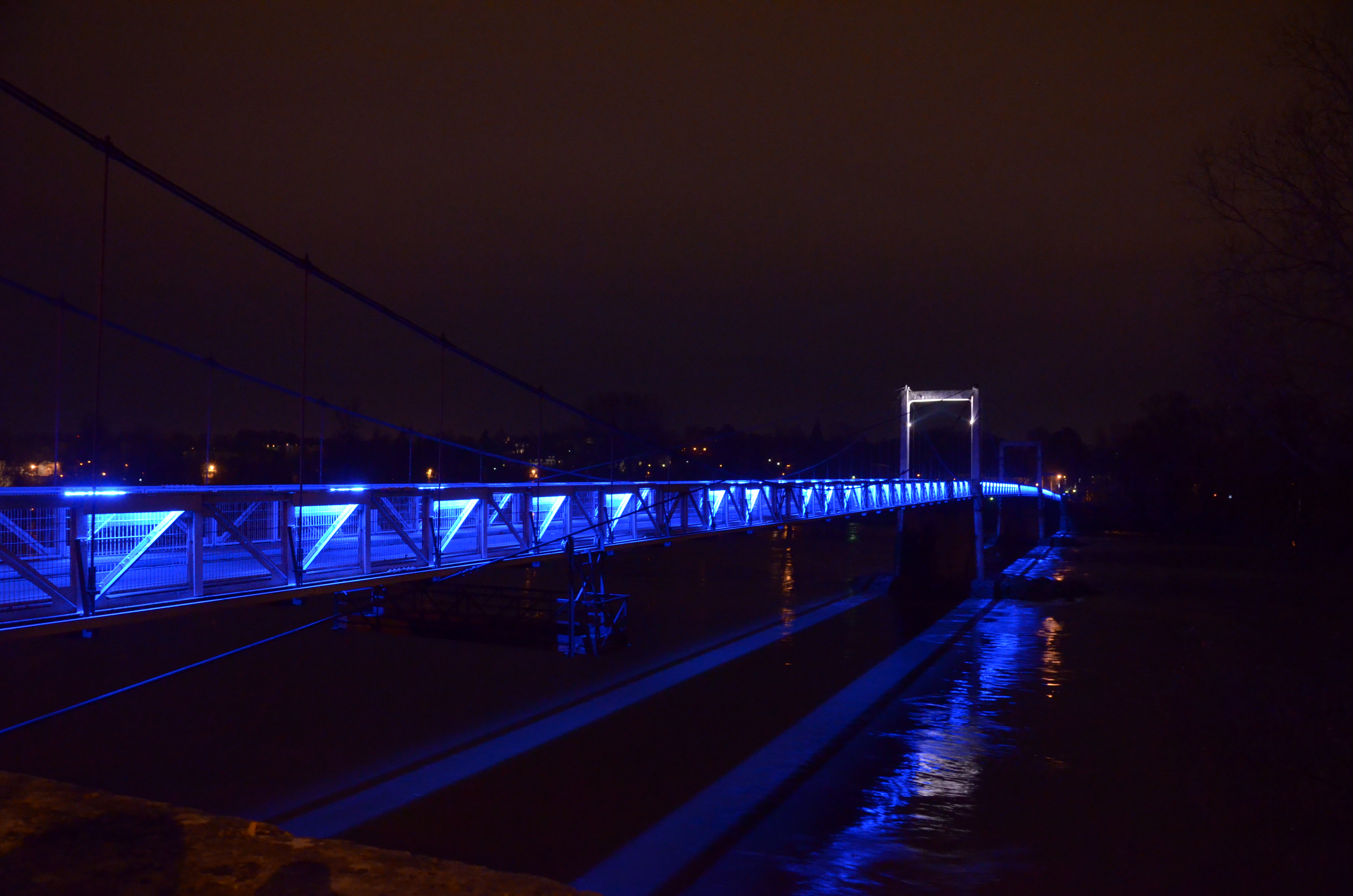
La passerelle « bleue » la nuit.
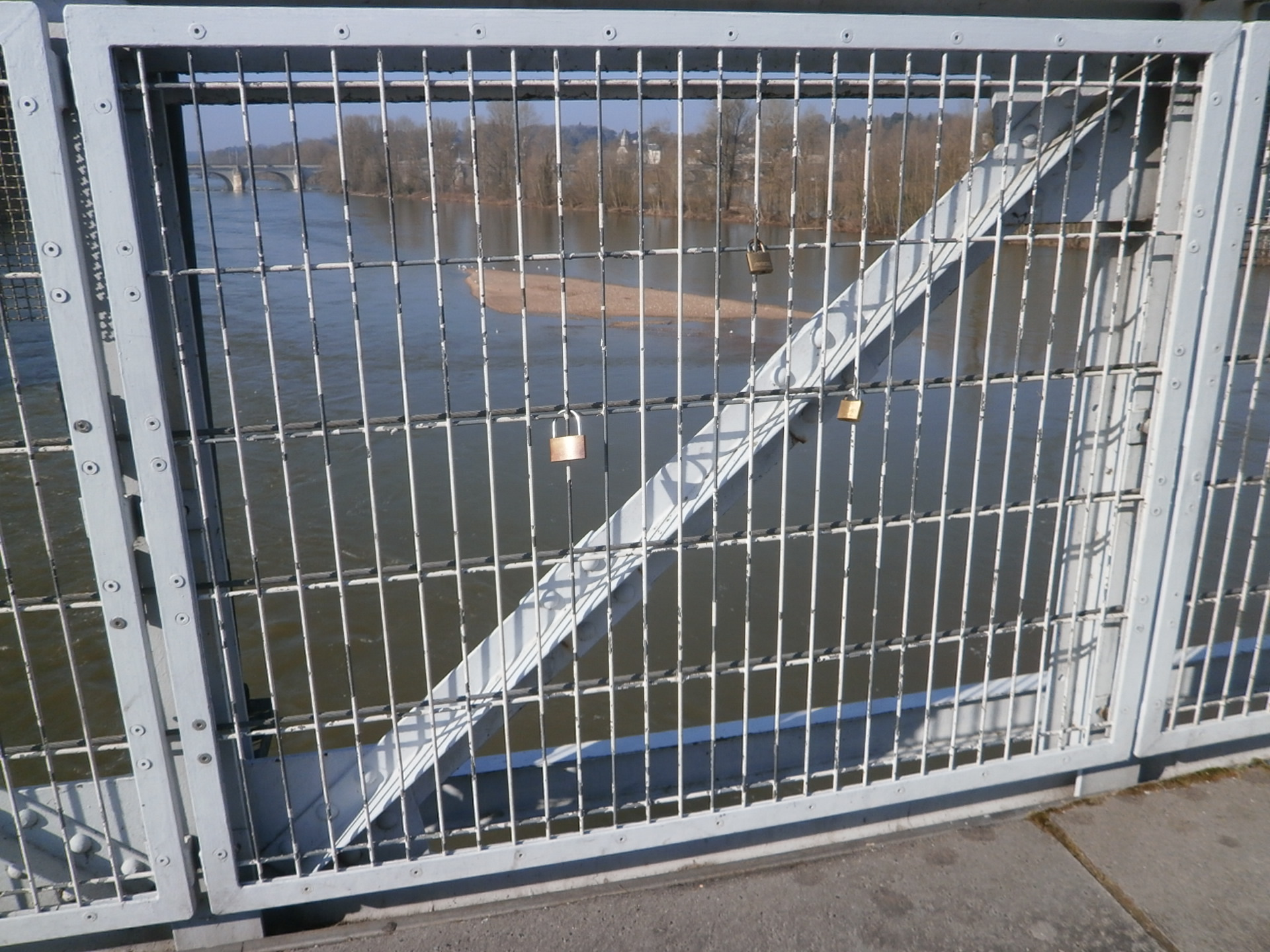
La passerelle des amoureux.
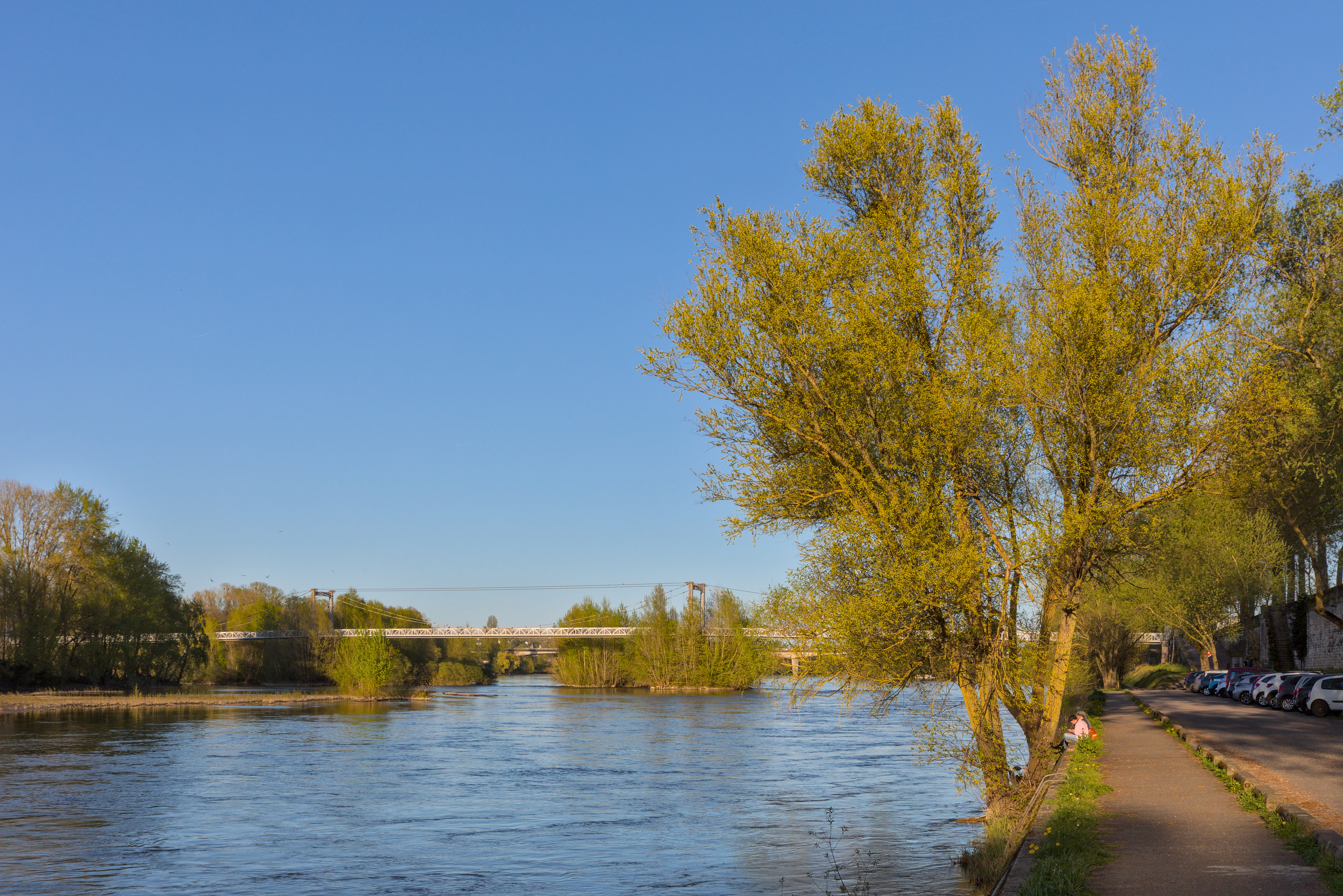
Les quais de Loire, avec la passerelle au fond.